# طاهر بن عمار
طاهر بن عمار (عربی: الطاهر بن عمار)؛ زاده ۲۵ نوامبر ۱۸۸۹ – درگذشته ۱۰ مه ۱۹۸۵) یک سیاستمدار معروف تونسی بود که نقش مهمی در دوره‌های مختلف تاریخ جدید تونس ایفا کرده‌است. او مدتی مسئولیت وزارت خانه‌های مهمی را عهده‌دار بوده و در دوران وی بود که توافقنامه استقلال تونس به امضا رسید.

## تحصیلات
طاهر بن عمار تحصیلات ابتدایی خود را بین سال‌های «۱۸۹۵ تا ۱۹۰۲» در مدرسه علوی در «مرکاض» گذراند، سپس به تحصیلات متوسطه خود ادامه داد و در سال ۱۹۰۶ وارد دانشگاه شد ولی به دلیل فوت پدرش در سال ۱۹۰۸ مجبور شد به کار کشاورزی و دامپروری در خانه بپردازد.

## ورود به سیاست
طاهر بن عمار از قبل از جنگ جهانی دوم وارد جریانات و محافل سیاسی تونس شد و با افرادی مانند شاذلی خیرالله، عبدالجلیل الزاوش و حسن القلاتی که از فعالان ملی بودند آشنا شد. وی در سال ۱۹۲۰ به همراه برخی دیگر از جمله «شیخ عبدالعزیز الثعالبی» «حزب مشروطه آزاد تونس» را تأسیس کردند. وی در ژانویه ۱۹۲۱ به عنوان رئیس دومین هیئت حزب برای ارائه خواسته‌های تونس به مقامات فرانسوی در «متروپول Metropol» منصوب شد. او در سال ۱۹۲۲ از حزب جدا شد و در سال ۱۹۲۸ به عنوان رئیس اتاق کشاورزی در شمال انتخاب شد و در همان سال نیز وارد شورای بزرگ گردید. روز بعد از سخنرانی «مندیس فرانس» که در تاریخ ۳۱ ژوئیه ۱۹۵۴ در «قرطاج» ایراد شد وی به عنوان ارشدترین وزیر در دولت مذاکره‌کننده با هدف رساندن کشور به استقلال تعیین گردید و در تاریخ ۳ ژوئن ۱۹۵۵ توافقنامه‌های استقلال را به امضا رساند، در ماه سپتامبر همان سال وی مسئول وزارتخانه‌های اصلی شد و در نتیجه همین مذکرات، توافقنامه استقلال کامل به تاریخ ۲۰ مارس ۱۹۵۶ به امضا رسید، در تاریخ ۹ آوریل ۱۹۵۶ دولت او بعد از جلسه شورای مؤسسان استعفا داد و برغم خروجش از کار سیاسی بعد از استقلال، در سپتامبر ۱۹۵۸ به دادگاه احاله داده شد. دو خیابان اصلی تونس که «المنار» و «المنزه» را به هم وصل می‌کند به نام او نامگذاری شده‌است.
طاهر بن عمار در تاریخ ۱۰ مه ۱۹۸۵ وفات یافت.

## بزرگداشت
در مراسم جشنی که بمناسبت شصت و یکمین سالگرد استقلال تونس برگزار شد، از طاهر بن عمار و نقش او در جریان مبارزات استقلال طلبانه مردم تونس قدردانی به عمل آمد:

«افراد کمی از نسل جدید هستند که نام شخصیتی که برای توافقنامه استقلال تونس تلاش کرده را می‌دانند. چه بسا افراد زیادی به ذهن بیایند، جز «استاد طاهر بن عمار» کسی که سند استقلال تونس از استعمار فرانسه را بعد از سالیان متمادی تحت مستعمره بودن، امضا کرد؛ که البته این فراموش شدن  نتیجه بی عدالتی و غرور و فقدان حافظه ملی برای مردی است که سالیان جهت رسیدن به استقلال و برپایی یک کشور مدرن تلاش کرد.»

طاهر بن عمار وزیر ارشد دولت مذاکره کننده بود که بعد از آن رئیس دولت فرانسه «مندیس فرانس» در کاخ «قرطاج» در سخنرانی اش روز ۳۱ ژوئیه ۱۹۵۴ گفت «فرانسه رسماً استقلال داخلی تونس را به رسمیت می‌شناسد و به آن اعتراف می‌کند؛ و می‌خواهم در جلوی چشمان همه تأکید کنم که برای موفقیت آن نیز تلاش می‌کند»

در ۱۷ سپتامبر ۱۹۵۵ بین حکومت فرانسه و البای توافقی جهت تشکیل دومین دولت گفتگو به رهبری طاهر بن عمار صورت گرفت که این دولت از انسجام و هماهنگی بیشتری برخور دار بود و در نهایت توافق استقلال تونس در ۲۰ مارس ۱۹۵۶ توسط طاهر بن عمار نهایی شد. طاهر بن عمار تا تاریخ ۱۵ آوریل ۱۹۵۶ بر سر کار بود تا اینکه «حبیب بورقیبه» اولین دوره ریاست جمهوری در دوران استقلال را در تاریخ ۲۵ ژوئیه ۱۹۵۷ بر عهده گرفت.